# Roberto Barbieri
Roberto Barbieri (Napoli, 4 febbraio 1953) è un dirigente d'azienda e politico italiano.

## Biografia
Laureato in economia e commercio all'Università degli Studi di Napoli Federico II, è manager. Ha lavorato per Finmeccanica e per il gruppo Montedison. 
Dal 1993 è assessore al comune di Napoli nella giunta Bassolino con delega alle Risorse Strategiche (bilancio, tributi, aziende partecipate, patrimonio, provveditorato ed economato).
È poi stato eletto alla Camera dei deputati nelle elezioni del 1996 per il PDS, e poi riconfermato nella successiva legislatura, nel collegio maggioritario di Napoli-Ponticelli, in rappresentanza della coalizione di centrosinistra de l'Ulivo. Nella XIV Legislatura è membro della Commissione Bilancio, Tesoro e Programmazione.
Alle elezioni politiche del 2006 viene eletto al Senato della Repubblica nella lista dei Democratici di Sinistra nella Circoscrizione Campania, divenendo Presidente della Commissione parlamentare d'inchiesta sul ciclo dei rifiuti e sulle attività illecite ad esso connesse. Il 1º maggio 2007 ha lasciato il gruppo de L'Ulivo al Senato ed è passato al Gruppo misto, creando nel medesimo la componente interna denominata "Costituente Socialista", avendo aderito al Partito Socialista. Conclude il proprio mandato parlamentare nel 2008.
Dal 2010 è Amministratore delegato del GTT (Gruppo Torinese Trasporti).
Dal 2013 ha rivestito la carica di Amministratore Delegato di SAGAT S.p.A., Società Azionaria Gestione Aeroporto di Torino.